# Paul Ince
Paul Emerson Carlyle Ince, född 21 oktober 1967 i Ilford i Redbridge i London, är en engelsk före detta professionell fotbollsspelare och numera tränare. Han var den förste svarte spelaren som blev lagkapten för engelska landslaget. Han kom att spela 53 matcher för landslaget.
Efter att Wolverhampton Wanderers nye tränare Mick McCarthy sagt att Ince inte var välkommen längre så skrev han på ett ettårskontrakt som spelande tränare för Swindon Town 2006. Den 22 juni 2008 meddelades det att han var Blackburn Rovers nya tränare.
Ince är en av få spelare som har representerat både Manchester United och Liverpool.

## Meriter
- Engelsk mästare 1993, 1994
- Ligacupen, 1992
- FA-cupen 1990, 1994
- Community Shield1993, 1994
- Cupvinnarcupen1991
- Interkontinentala cupen1991